# Exocortex
L'exocortex est un système artificiel (théorique) de traitement de l'information, externe au cerveau humain. Ce système serait mis en relation avec le cerveau via une « interface cerveau-ordinateur » et pourrait compléter des processus cognitifs de haut niveau biologiques à l'œuvre dans ce cerveau.
L'exocortex d'un individu pourrait être composée de modules (mémoire, processeurs, périphériques d'entrée-sortie, etc.) et de systèmes logiciels qui interagiraient avec le cerveau biologique d'une personne tout en renforçant ses capacités.

On ne l'évoque généralement pas comme une prothèse interne ni comme un cortex biologique additionnel (qu'on pourrait imaginer possible par culture cellulaire et/ou génie génétique). Il s'agirait plutôt d'un outil externe communiquant avec le cerveau.

L'interface cerveau-exocortex serait plus directe et efficace que ne le sont les interfaces homme-machine déjà disponibles au début du XXIe siècle, elle pourrait même rendre cette extension fonctionnellement intégrée à l'esprit de l'individu.
Dans le champ de la science-fiction, des personnes dotées d'exocortex importants pourraient être classées comme cyborgs ou transhumains.
Digital Living le définit comme suit : « Bien que [le concept traditionnel] de cyborg ait inclus des prothèses mécaniques, des puces et d'autres dispositifs embarqués, un autre concept intéressant est l'exocortex, qui est une interface cerveau-ordinateur. En théorie, l'exocortex serait un système de traitement de type ordinateur qui co-existerait avec l'Homme de manière à augmenter la puissance du cerveau humain. Le livre Neuromancer présente un tel scénario ». On ne parlerait plus de hardware ou software pour respectivement décrire matériel ou le logiciel, mais le mot 'cyberware' pourrait désigner l'interface cerveau-ordinateur.
Un groupe de chercheurs, dans le cadre d'un challenge proposé par un programme de travail européen CORDIS / ICT ont défini comme suit un système cognitif artificiel (Artificial cognitive system ou ACS pour les anglophones) un système qui serait :
- artificiellement construit par des humains[2]
- conçu pour améliorer la cognition ou les capacités de l'homme[2]
- présentant un ou plusieurs objectifs explicitement définis [2]
- pouvant reconnaître voir prévoir et anticiper des événements complexes tels que des situations environnementales, des catastrophes naturelles, des prévisions économiques ou politiques, des risques pour la santé, etc.[2]
- pouvant réagir à de tels événements complexes, en tant que système autonome, mais pouvant aussi informer les humains touchés et donner des conseils utiles pour faciliter la prise de décision[2].

## Étymologie
Le mot exocortex est composé du préfixe grec exo-, qui signifie externe ou extérieur et du mot latin cortex, qui signifiait originellement écorce et qui décrit pour les neurosciences la partie externe du cerveau qui semble être le lieu des processus cognitifs les plus sophistiqués.
Ce mot a été forgé en faisant allusion au néocortex, partie du cerveau nouvellement (au sens de l'évolution) développée chez les mammifères et qu'on estime généralement responsable des capacités cognitives élevées de l'être humain (pensée, raison, intelligence...).
Le mot néocortex suggère une « progression » qualitative de la « pensée » reptilienne (née dans parties les plus anciennes du cerveau) vers le néocortex avec des capacités croissantes de traitement cognitif, l'exocortex suggérant alors des capacités supra-humaine ou au moins de très haut niveau.

## Applications spécifiques
En 1981 Steve Mann qui a conçu et construit le premier ordinateur portable est ensuite également devenu l'un des pionniers de l'utilisation d'ordinateurs portables pour la réalité augmentée et diverses activités assistées par ordinateur.
Bien qu'il n'utilise pas ce qualificatif, son ordinateur portable personnel pourrait être considéré comme un Exocortex (car l'utilisation de la mémoire de l'ordinateur et l'exécution des logiciels qu'il contient semblent pouvoir améliorer ses capacités mentales naturelles).

## Back ground socioculturel
Le concept d'exocortex évoque bien entendu la science-fiction, mais il prend racine à la fois dans plusieurs domaines de l'informatique et de la psychologie évolutionniste.

### Enracinement dans les sciences informatiques
Des prémisses de ce concept peuvent être trouvés chez de nombreux auteurs de science fiction, mais aussi dans les textes de chercheurs, avec par exemple Friedberg qui en 1958 imagine pour IBM une machine apprenante, ou peu après chez des chercheurs associé au DARPA tels JCR Licklider qui a écrit en 1960 un article prospectif et spéculatif sur une « symbiose Homme-ordinateur » ; Dans cette vision, les êtres humains étaient si étroitement couplés aux nouvelles technologies de l'information, et de manière si complémentaire, que la plupart des systèmes d'intelligence artificielle purs envisagés jusque-là par les chercheurs optimistes s'avéreraient inutiles.
Dans son article Man-Computer Symbiosis, J.C.R. Licklider écrivait en mars 1960 : 
« La symbiose Homme-ordinateur est une nouvelle catégorie de systèmes homme-machine. Il existe de nombreux systèmes homme-machine. À l'heure actuelle, il n'y a cependant pas de symbioses homme-ordinateur. Les objectifs de cet article sont de présenter le concept et, espérons-le, de favoriser le développement de cette symbiose humain-ordinateur en analysant quelques problèmes posés par l'interaction entre des hommes et des machines à calculer, en attirant l'attention sur les principes applicables de l'ingénierie homme-machine, et en soulignant une quelques questions auxquelles la recherche doit apporter des réponses. L'espoir est que dans pas trop longtemps, les cerveaux humains et les machines de calcul (computers) seront si bien couplés que le partenariat en résultant pensera comme aucun cerveau humain ne l'a jamais fait, et traitera les données d'une manière jamais-abordée non plus par l'utilisation des machines traitant de l'information que nous connaissons aujourd'hui » (J.C.R. Licklider, Man-Computer Symbiosis mars 1960).
Douglas Engelbart, un membre du DARPA contemporain de Licklider et travaillant dans le champ de l'informatique, avait des idées assez proches ; en 1962, dans un article intitulé Augmenting Human Intellect (Augmenter l'intelligence humaine), il détaillait comment augmenter l'efficacité intellectuelle humaine en exploitant la technologie de l'ordinateur, alors émergente :

« Ceci est un rapport de synthèse initial, relatif au projet d'adopter une approche nouvelle et systématique visant à améliorer l'efficacité intellectuelle de l'être humain. Un cadre conceptuel détaillé explore la nature d'un système composé de l'individu et de divers outils, concepts et méthodes susceptible de doper ses capacités de base. Un des outils montrant les plus grandes promesses immédiates est l'ordinateur, quand il peut être exploitée pour une assistance directe en ligne, et intégré dans de nouveaux concepts et méthodes. »

— in Augmenting Human Intellect: A Conceptual Framework, Douglas Engelbart, octobre 1962.
Sur ces bases, l'exocortex peut être considéré comme résultant d'un rapprochement de plus en plus symbiotique entre l'ordinateur et l'Humain avec in fine un couplage direct de l'esprit humain avec l'ordinateur, tirant le meilleur parti de leurs points forts respectifs et ici jugés complémentaires.

## Racines dans le domaine de la psychologie
Le concept d'exocortex semble aussi prendre racine dans la psychologie évolutionniste, par exemple à la suite de Merlin Donald de l'université Queen's. Donald, dans un livre publié en 1990 sur les origines de l'esprit moderne ainsi que dans d'autres documents publiés plus tard a proposé un modèle évolutif de l'esprit humain. Il estime que de ses origines préhistoriques à l'être humain moderne l'esprit a fonctionnellement et qualitativement progressé. 
Donald met attire l'attention sur l'utilisation que les humains modernes font de moyens de stockage symbolique externe et de manipulation des systèmes, des écritures cunéiformes et hiéroglyphiques, aux idéogrammes et aux langues alphabétiques, de même qu'avec les mathématiques, bien avant l'ordinateur.
Selon Donald, ces systèmes symboliques externes ont joué un rôle important en permettant une réorganisation fonctionnelle de l'esprit humain dans la façon dont il interagit avec le monde.
« L'externalisation de la mémoire [via l'utilisation de systèmes de stockage symbolique externe] a modifié l'architecture de la mémoire réelle au sein de laquelle les humains pensent, ce qui est en train de changer le rôle de la mémoire biologique, la manière dont le cerveau humain déploie ses ressources, et la forme de la culture moderne » (Merlin Donald (1996; in Precis of Origins of the modern mind (Précis sur les origines de l'esprit moderne)
Ainsi, pour Donald, l'esprit humain a longtemps été une structure hybride construit à partir des vestiges de stades biologiques antérieure, combinés avec nos nouveaux systèmes symboliques externes.
Le développement d'un exocortex, qui pourrait entraîner une nouvelle réaffectation fonctionnelle importante, pourrait donc s'inscrire dans une tendance établie de longue date.

### Origine dans les sciences cognitives
En novembre 1998, le chercheur Ben Houston forge un nouveau mot (Exocortex) pour désigner de manière précise et concise l'interface cerveau-ordinateur telle qu'elle pourrait être développée dans l'esprit des enjeux socio-historiques et techniques évoqués par les visions originales de Licklider et d'Engelbart (voir plus haut). Il le définit comme suit en mai 2000 :
« exocortex (eks'o kor'teks) n. Latin - Un organe résident hors du cerveau qui contribue à penser à haut niveau (...) Ce ne sera pas un mot important jusqu'à ce que les implants neuraux dans  le cortex préfrontal se généralisent »

### Utilisation dans la science-fiction
Différents dispositifs répondant à la définition de l'exocortex ont été décrits par des auteurs de science-fiction, bien avant que le mot ait été inventé, notamment dans Neuromancer écrit par William Gibson, ainsi que dans The Peace War de Vernor Vinge, tous deux publiés en 1984.
Plus récemment Vinge, dans un ouvrage intitulé Un feu sur l'abîme et dans plusieurs nouvelles a décrit les effets fonctionnels de ce que sont essentiellement plusieurs types d'exocortices - certains étant composés d'éléments de calcul et d'autres permettant une communication à large bande passante entre les groupes d'êtres.
Dans sa trilogie L'Aube de la nuit Peter F. Hamilton décrit aussi en détail des êtres technologiques dotés de telles capacités.
Charles Stross, écrivain de science-fiction (hard science fiction) nommé du prix Hugo a contribué à faire adopter le mot exocortex dans les cercles de science-fiction. À partir de 2004, il fait usage du mot dans Elector, un article publié dans le numéro de septembre de Asimov's Science Fiction. Il l'utilise avec un sens élargi et des dérivés dans Accelerando, son roman de 2005. S'il ne définit pas explicitement ce terme, quelques passages indiquent son sens : 
« About ten billion humans are alive in the solar system, each mind surrounded by an exocortex of distributed agents, threads of personality spun right out of their heads to run on the clouds of utility fog – infinitely flexible computing resources as thin as aerogel – in which they live. » (...) « Sometimes he isn't certain he's still human; too many threads of his consciousness seem to live outside his head, reporting back whenever they find something interesting. .... And it's too early for anyone out there to be trying to hack exocortices... isn't it? Right now, the external threads of his consciousness are telling him that they like Annette.... » (Charles Stross, 2005, in Accelerando).

### Usages populaires
Alors que le mot Exocortex n'était pas encore connu ni reconnu (ce qui a changé à la suite des récentes publications de Charles Stross mais sans doute aussi à la suite d'une prise de conscience que des interfaçages complexes « cerveau-ordinateur » peuvent maintenant sembler proches ou de plus en plus réaliste, Le terme et le concept d'un Exocortex semblent circuler. Il est par exemple retrouvé chez des blogueurs (Suffered a Stroke in my Exocortex) et présenté comme un mot nouveau et intéressant (Found Words: Exocortex).
Le concept a été décrit dans la session de mars 2006 de Digital Living et James Hughen évoque ce thème dans un article intitulé « Ce qui vient après les humains ? » ? paru le 16 novembre 2006 dans la revue scientifique New Scientist (« Pour rester tisserands de la toile (web en anglais) et ne pas en être des victimes prises au piège, nous devons fusionner avec notre exocortex électronique, en nous câblant une plus grande quantité de mémoire, des capacités de traitement de la pensée et de communication, directement dans nos cerveaux ».

## Perspectives, prospective
Si l'on retient une définition assez large de l'exocortex, on peut constater un rapprochement constant entre le cerveau biologique et l'ordinateur qui est de plus en plus un soutien à la pensée (pour le calcul, la communication, les stockage d'information (une forme de mémoire), etc. L'imagerie du cerveau, les électrodes externes et internes ne relèvent plus de la science fiction.
Une dépendance accrue de l'homme à l'Internet est constatée depuis l'apparition du Web 2.0 qui a rendu l'informatique beaucoup plus interactive. L'Internet remplit des fonctions quasiment cognitives et a apporté ce qui pourrait être considéré comme un proto- Exocortex, la principale interface cerveau-ordinateur étant pour l'instant le système clavier/écran, avec de plus en plus le son (commande vocale...) et les interfaces tactiles. Concernant l'organisation du savoir et de la mémoire, Wikipédia et ses projets-frères/sœurs sont eux-mêmes des exemples d'interfaces technologiques permettent d'améliorer des taches cognitives de haut niveau (et dans ce cas de manière collaborative, c'est-à-dire en associant un grand nombre de cerveaux).
La réalisation d'une grande partie des visions initiales de Licklider et d'Engelbart peut laisser penser que les développements observés sur cette voie ne sont pas terminés.
Actuellement, un véritable exocortex (directement connecté à un ordinateur) relève cependant encore de la pure spéculation, les technologies nécessaires étant encore émergente ou à inventer mais les neurosciences cognitives, les neurosciences computationnelles et l'ingénierie de neurones progressent rapidement, de même que du côté de l'informatique on envisage depuis quelque temps la possibilité de produire un ordinateur biologique.
Un système cognitif artificiel de type « exocortex » (ici dit uCepCortex ) utilisable par des humains et ayant un accès ubiquitaire à l'information a fait l'objet d'un début de modélisation publié en 2012 par Ehresmann & al

Ce système intégrerait de multiples sources d'information notamment accessibles via des capteurs spécialisés et des agents logiciels « dans le nuage » ; il combinerait un degré élevé d'autonomie et des techniques sophistiquées d'interface homme-machine afin que l'être humain soit « maintenu dans la boucle et puisse exercer un contrôle sur cet exocortex, tout en élargissant considérablement ses possibilités et son efficacité cognitive ». 
Les auteurs font pour cela appel à des disciplines émergentes (traitement ubiquitaire d'évènements complexes ; « Ubiquitous Complex event processing » et management de processus s'adaptant au contexte ; « Event-Driven Process Management ») qui pourraient selon eux inspirer un modèle de système implémentable chez l'Homme, reposant sur un modèle cognitif inspiré qui complétant les capacités humaines existantes, en pouvant détecter, corréler, trier et filtrer, enrichir, étudier et apprendre à partir de millions d'événements étudiés chaque seconde (dont événements arbitraires), permettant des processus et (ré)actions rapide en réponse à ces scénarios complexes et changeants. 
Les auteurs proposent un modèle mathématique dit « neuro - bio - TIC », comme application de la théorie dite des « systèmes évolutifs à mémoire » (Memory Evolutive Systems pour les anglophones),, et son traitement des demandes uCepCortex comme une application de la théorie de la mémoire Evolutive Systems et son traitement des demandes uCepCortex